# Kiki: Livrări la domiciliu
Kiki: Livrări la domiciliu (titlu original: 魔女の宅急便, Majo no takkyûbin) este un film japonez fantastic de animație din 1989 scris și regizat de Hayao Miyazaki, după romanul omonim din 1985 al lui Eiko Kadono. A fost creat de Studio Ghibli pentru Tokuma Shoten, Yamato Transport și Nippon Television Network și distribuit de Toei. Filmul spune povestea unei tinere vrăjitoare, Kiki, care se mută într-un oraș nou și își folosește puterile de a zbura pentru a-și câștiga existența. Potrivit lui Miyazaki, filmul descrie prăpastia dintre independență și încredere la adolescentele japoneze.
A fost lansat în Japonia la 29 iulie 1989 și a câștigat premiul Animage Grand Prix Anime. A fost primul film lansat în cadrul unui parteneriat de distribuție de 15 ani între The Walt Disney Company și Studio Ghibli. Walt Disney Pictures a produs o dublare în engleză în 1997, care a avut premiera în cinematografele din Statele Unite la Festivalul Internațional de Film de la Seattle la 23 mai 1998. Filmul a fost lansat pe casete video VHS în SUA și Canada la 1 septembrie 1998.

## Prezentare
Așa cum este tradițional pentru vrăjitoarele ucenice, Kiki, la treisprezece ani, pleacă de acasă cu pisica ei neagră pe nume Jiji, cu care vorbește. Ea zboară pe mătură spre orașul-port Koriko. În timp ce caută un loc unde să locuiască, Kiki este urmărită de Tombo, un tocilar obsedat de aviație care o admiră pentru că poate zbura.
În schimbul unei camere, Kiki o ajută pe Osono, proprietara amabilă  a unei brutării care are multe treburi de făcut. Ea deschide o „Afacere de vrăjitoare de curierat”, livrând mărfuri la domiciliu zburând cu mătură. Prima ei livrare merge prost; este prinsă de o rafală de vânt și pierde jucăria cu pisica neagră pe care ar trebui să o livreze. Jiji se preface a fi el jucăria la casa destinatarului, ajutat de câinele de acolo, în timp ce Kiki caută jucăria prin pădure. O găsește în casa unei tinere pictorițe, Ursula, care o repara și i-o dă înapoi lui Kiki, astfel încât să poată finaliza livrarea și să-l salveze pe Jiji.
Kiki acceptă o invitație  de la Tombo la o petrecere a pasionaților de aviație, dar întârzie deoarece pierde timpul ajutând o bunicuță să încălzească plăcinta pe care trebuia s-o livreze, apoi o prinde ploaia și, epuizată, se îmbolnăvește. Când își revine, Osono aranjează pe ascuns ca Kiki să-l revadă pe Tombo, după ce îi spune că are o livrare adresată lui. După ce Kiki își cere scuze că a ratat petrecerea, Tombo o duce la o plimbare de probă cu mașina zburătoare la care lucrează, făcută dintr-o bicicletă cu o elice. Kiki se împrietenește cu Tombo, dar este descurajată de tachinările prietenilor săi și se duce acasă.
După ce a văzut reacția negativă a unui destinatar la un cadou livrat (nepoate bătrânei care i-a trimis plăcintă), Kiki devine deprimată și nu  mai poate vorbi cu Jiji, care acum petrece mai mult timp cu o pisică albă drăguță. Kiki nu mai poate nici să zboare și este forțată să-și suspende afacerea de livrări la domiciliu. Ursula o vizitează și sugerează că are o formă de blocare a artistului și că, dacă Kiki își găsește un nou scop, își va recăpăta puterile de vrăjitoare.
În timp ce vizitează un client, Kiki vede un reportaj de știri în direct la televizor despre accidentul dirijabilului din oraș. Tombo atârnă primejdios de o frânghie de acostare a navei aflate în derivă. Kiki se grăbește să ajungă la fața locului și îl salvează zburând cu o mătură împrumutată, recâștigându-și astfel puterile și încrederea. Ea își reia serviciul de livrări la domiciliu și le scrie celor de acasă. Deși simte uneori că o ia dorul de casă, ea și cu Jiji sunt foarte bine și se bucură de noul oraș.

## Distribuție
| Personaj                      | Actor de limba japoneză  | Actor de limba engleză (Streamline Pictures/Tokuma, 1990) | Actor de limba engleză (Disney, 1997/1998/2010) |
| ----------------------------- | ------------------------ | --------------------------------------------------------- | ----------------------------------------------- |
| Kiki                          | Minami Takayama          | Lisa Michelson                                            | Kirsten Dunst                                   |
| Jiji                          | Rei Sakuma               | Kerrigan Mahan                                            | Phil Hartman                                    |
| Osono                         | Keiko Toda               | Alexandra Kenworthy                                       | Tress MacNeille                                 |
| Ursula                        | Minami Takayama          | Edie Mirman                                               | Janeane Garofalo                                |
| Tombo                         | Kappei Yamaguchi         | Eddie Frierson                                            | Matthew Lawrence                                |
| Fukuo                         | Kōichi Yamadera          | Greg Snegoff                                              | Brian Cummings                                  |
| Kokiri (mama lui Kiki)        | Mieko Nobusawa           | Barbara Goodson                                           | Kath Soucie                                     |
| Okino (tatăl lui Kiki)        | Kōichi Miura             | John Dantona                                              | Jeff Bennett                                    |
| Madame                        | Haruko Kato              | Melanie MacQueen                                          | Debbie Reynolds                                 |
| Barsa                         | Hiroko Seki              | Edie Mirman                                               | Edie McClurg                                    |
| Vrăjitoare senior             | Yūko Kobayashi           | Wendee Lee                                                | Debi Derryberry                                 |
| Nepoata Doamnei               | Keiko Kagimoto           | Wendee Lee                                                | Sherry Lynn                                     |
| Ket                           | Yuriko Fuchizaki         | Lara Cody                                                 | Pamela Segall                                   |
| Maki (mătușa lui Ket)         | Kikuko Inoue             | Lara Cody                                                 | Julia Fletcher                                  |
| Mama lui Ket                  | Mika Doi                 | Diane Michelle                                            | Julia Fletcher                                  |
| Tatăl lui Ket                 | Takaya Hashi             | Steve Kramer                                              | John DeMita                                     |
| Bunica lui Ket                | Yoshiko Asai             | Mike Reynolds                                             | Julia Fletcher                                  |
| Miss Dora                     | Shō Saito                | Diane Michelle                                            | Fay Dewitt                                      |
| Șofer de camion               | Michihiro Ikemizu        |                                                           |                                                 |
| Recepționer la hotel          | Shinpachi Tsuji          | Doug Stone                                                | Matt K. Miller                                  |
| Polițist                      | Kōichi Yamadera          | Steve Kramer                                              | Matt K. Miller                                  |
| Crainic radio                 | Kōichi Yamadera          | Carl Macek                                                | Corey Burton                                    |
| Bărbat cu mătură              | Takashi Taguchi          | Steve Kramer                                              | Necunoscut                                      |
| Căpitanul dirijabilului       | Akio Ōtsuka              | Dave Mallow                                               | John Hostetter                                  |
| Îngrijitorul turnului cu ceas | Tomomichi Nishimura      | Greg Snegoff                                              | Lewis Arquette                                  |
| Baby                          | Chika Sakamoto           |                                                           |                                                 |
| Prieteni                      | Yūko Tsuga Yoshiko Kamei | Lara Cody Barbara Goodson                                 | Necunoscut                                      |
| Bătrână Doamnă                | Hiroko Maruyama          | Melanie MacQueen                                          | Necunoscut                                      |
| Băiat                         | Hiroko Maruyama          | Necunoscut                                                | Necunoscut                                      |
| Prietenii lui Tombo           | Unknown                  | Dave Mallow Diane Michelle Lara Cody                      | Necunoscut                                      |
| Adulți din oraşul natal       | Unknown                  | Mike Reynolds Wendee Lee                                  | Necunoscut                                      |
| Măturător de străzi           | Unknown                  | Steve Kramer                                              | Jeff Bennett                                    |